# Convair B-36
El Convair B-36 "Peacemaker" fue un bombardero estratégico de hélice que sirvió en la Fuerza Aérea de los Estados Unidos (USAF), y fue el mayor avión propulsado por motores de pistón producido en serie de la historia. 
El diseño empezó en 1941, el primer prototipo voló en 1946 y el primer avión de producción fue entregado en 1947. Como el único bombardero en servicio de largo alcance, el B-36 se convirtió en el principal pilar de la disuasión nuclear de los Estados Unidos contra la Unión Soviética en el inicio de la Guerra Fría, y del recién creado Mando Aéreo Estratégico (Strategic Air Commmand) de las Fuerzas Aéreas estadounidenses hasta mediados de los años 50, cuando el bombardero pesado y de largo alcance con motores de turbina B-52 Stratofortress estuvo operativo. El último B-36 fue retirado del servicio en 1959.

## Diseño y desarrollo
El concepto del B-36 empezó con la exitosa propuesta de Consolidated Aircraft para cumplir un requerimiento que el USAAC emitió el 11 de abril de 1941 para construir un bombardero intercontinental, pesado y de largo alcance, que pudiera bombardear Alemania directamente desde las bases aéreas de Estados Unidos, y aterrizar en una base aérea cercana de un país aliado o incluso regresar al mismo continente americano.
Dicho requerimiento estaba motivado en previsión a la eventualidad de perder Gran Bretaña como base avanzada si era invadida por la Alemania nazi. Los bombarderos estadounidenses tendrían que alcanzar Europa directamente desde América, para poder bombardear las ciudades de Alemania y luego, durante la Guerra Fría, la Unión Soviética, aunque esto nunca sucedió. El B-36 fue considerado necesario para llevar la guerra a Japón, su desarrollo continuó durante la Segunda Guerra Mundial, y entró en producción en serie durante la guerra de Corea y la Guerra Fría.
El B-36 tomó forma como un avión con seis motores de inmensas proporciones, largo y pesado; una envergadura de 70 m, y una longitud de 50 m. Los seis motores radiales Pratt & Whitney Wasp Major, de 28 cilindros, fueron colocados en las alas propulsando (a la mitad de velocidad de los motores, para mantener subsónicas las puntas de las hélices) inmensas hélices tripalas de 5 m de radio en configuración impulsora, detrás de las alas principales, para evitar que las turbulencias creadas por la hélice interfirieran en la sustentación y aerodinámica de las mismas. El espesor de las alas (2,3 m), para mantener una gran sustentabilidad en el aire, permitía al ingeniero de vuelo acceder a los motores durante el vuelo por un pasillo entre las alas.
Como en el Boeing B-29 Superfortress, una cubierta de vuelo presurizada y la cabina de mando estaban unidas al compartimiento de los artilleros traseros por un túnel presurizado equipado con un carrito con ruedas para pasar a través de la aeronave y sobre la bodega interna de bombas. La tripulación era de 15 hombres; piloto y copiloto, radar/bombardero, navegador, ingeniero de vuelo, dos operadores de radio, y ocho artilleros (3 delanteros, 5 traseros). Existían cuatro literas para descanso y relajación, así como una cocina en el compartimento trasero, para poder mantener a la tripulación durante las largas misiones de combate, desde el territorio de Estados Unidos hasta Europa, Japón, Corea, la Unión Soviética y China.
El armamento defensivo consistía en seis torretas retráctiles con cañones controladas remotamente desde la cabina presurizada y con una mira de radar, una torreta trasera y un montaje en el morro, cada una equipada con dos cañones de 20 mm; éste fue el armamento defensivo más poderoso montado por un bombardero desde la Segunda Guerra Mundial y durante la Guerra Fría. La máxima carga de bombas era de 33 Tm, en cuatro gigantescas bodegas de bombas internas, para transportar bombas convencionales y atómicas.
El primer prototipo tenía un tren de aterrizaje con una enorme rueda simple de 2,8 m de diámetro, que se desplegaba bajo las alas, pero esta configuración del tren de aterrizaje restringía el avión a operar sólo desde tres aeropuertos en todos los Estados Unidos, con pistas de aterrizaje que fuesen lo bastante resistentes como para soportar la presión sobre el suelo; los aviones de producción en serie tenían un tren de aterrizaje más amplio de cuatro ruedas, para poder aterrizar en otras pistas militares y aeropuertos comerciales, al permitir distribuir el peso de la aeronave sobre la pista de aterrizaje en un área más amplia.

### Prototipos

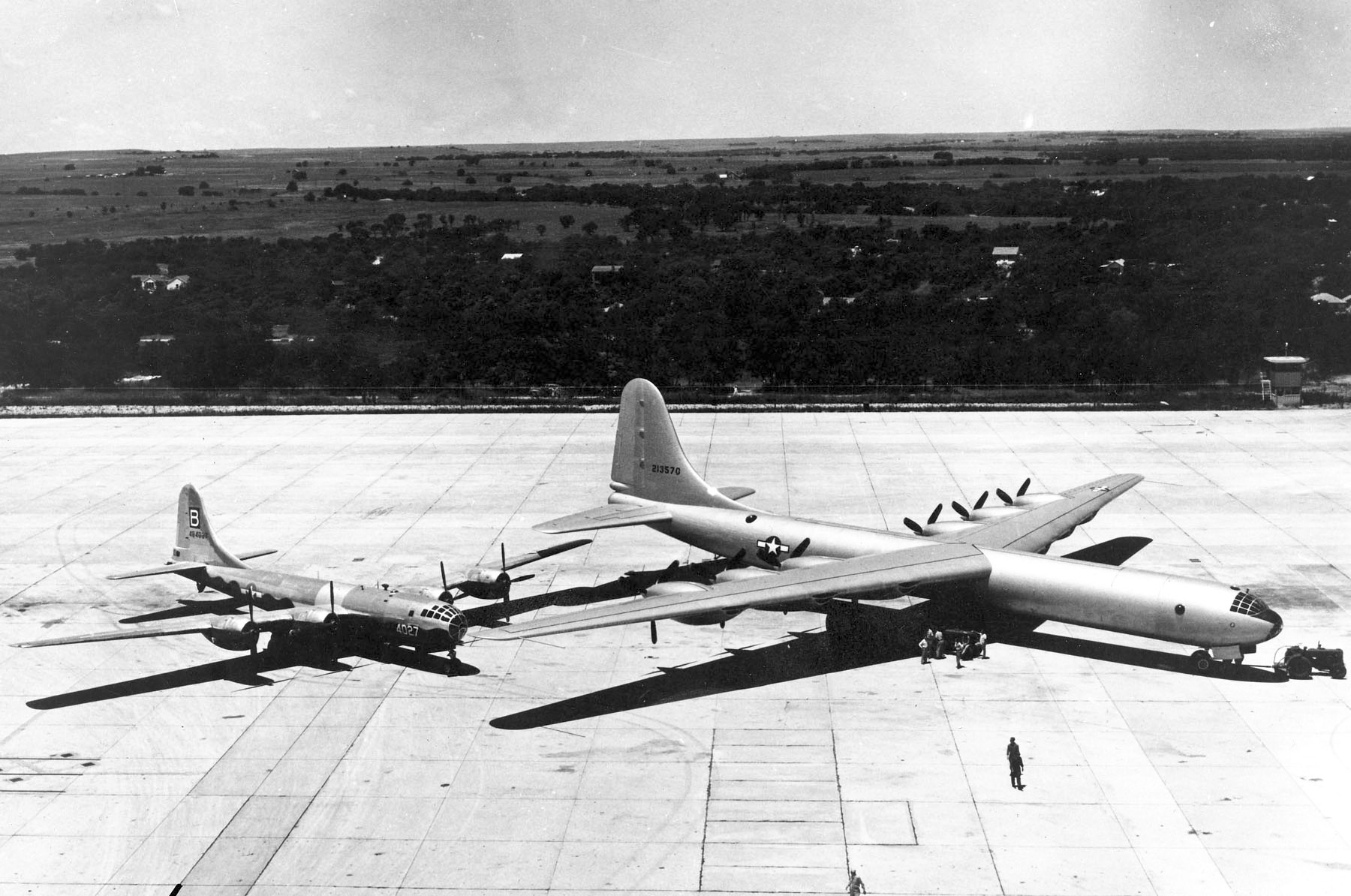
El nuevo XB-36 (a la derecha) al lado del primer superbombardero, el B-29 Superfortress (a la izquierda).

El primer avión de la serie, el único XB-36 y también el único con cabina enrasada al diseño del fuselaje en forma de bulbo (matriculado 42-13570), salió de la factoría de Fort Worth el 8 de septiembre de 1945. Se necesitó casi un año de trabajos antes de que este fabuloso bombardero estuviese en condiciones de volar. 
El 8 de agosto de 1946, ante 7000 obreros de la compañía Convair, el XB-36 alzó el vuelo para su primer ensayo de 36 minutos, con los pilotos de pruebas Gus Green y Beryl A. Erickson a los mandos. El prototipo iba a permanecer en estado operativo de vuelo varios años y a principios de la década de 1950 fue utilizado en varios experimentos tecnológicos de la USAF, como el tren de aterrizaje de orugas, usando un tren de rodamiento parecido al de un carro de combate, en vez de ruedas con neumático, para aterrizar en las heladas pistas de Alaska.
Las primeras evaluaciones pusieron de manifiesto que los pilotos tenían un sector visual demasiado restringido desde la cabina enrasada original, en forma similar al diseño del bombardero Boeing B-29 Superfortress, del que sería su reemplazo programado. Luego se instaló una gran cabina en forma de cúpula sobre el fuselaje de la aeronave, para aumentar la visibilidad de la tripulación, en un diseño único en su tipo, que inspiró la instalación de una cabina levantada en forma de cúpula para otros diseños de aviones bombarderos posteriores, como el diseño del bombardero con motores a reacción Boeing B-47 Stratojet.
La Armada de los Estados Unidos atacó la previsión de fondos autorizada para el bombardero en 1947 con las alegaciones de que el avión había fallado en cumplir sus requisitos, y que el contrato con Consolidated Vultee tenía irregularidades. La Fuerza Aérea defendió el proyecto con éxito y el portaaviones USS United States (CVA-58) fue cancelado en su lugar, para financiar su construcción en serie, provocando la "Revuelta de los Almirantes".
Un segundo prototipo, el YB-36, voló el 4 de diciembre de 1947; tenía una nueva cabina de 'burbuja' sobre el fuselaje de la aeronave, que mejoraba la visibilidad de la tripulación, adoptada para la producción y estaba mucho más cercano al avión de producción en serie. El YB-36 tenía motores mucho más potentes y eficientes.

### Producción

#### Primera etapa
El primero de 21 B-36A fue entregado en 1948. El armamento defensivo no fue instalado (el sistema no estaba listo) y fueron explícitamente aviones para el entrenamiento y conversión de tripulaciones. Cuando los nuevos aviones B-36B fueron introducidos, los B-36A fueron convertidos en aviones de reconocimiento RB-36E.
73 aviones de producción B-36B fueron entregados, empezando en noviembre de 1948. El B-36B cumplía o excedía todos los requisitos de 1941, pero estaba todavía plagado de problemas, especialmente debidos al armamento defensivo y la fiabilidad de los motores; problemas con el suministro de piezas provocaron una disponibilidad baja.
Incluso en esta etapa, eran muchos los que consideraban al B-36 efectivamente obsoleto, como un avión impulsado por motores de pistón en la era de los reactores. En el inicio de la Guerra Fría contra la Unión Soviética, había muchas dudas sobre su efectividad y posibilidades de supervivencia. Sin embargo, los bombarderos propulsados por reactores disponibles en aquel momento estaban todavía enormemente limitados en alcance, su tecnología era muy nueva y necesitaban varios años más de pruebas para ser totalmente operativos, y el B-36 era el único bombardero intercontinental disponible. Temores crecientes sobre la amenaza soviética mantuvieron el programa B-36 vivo y el avión en servicio durante varios años. Algunos creen que la USAF podría haber sobrevalorado deliberadamente las prestaciones del B-36 para ayudar a la supervivencia del avión si la guerra llegaba, ya que los aviones más modernos no estarían disponibles en caso de una guerra.

#### Asistencia con reactores
En 1952, el B-36 sufría de largas y pesadas carreras de despegue, y una velocidad máxima baja, por su gran tamaño, peso y la resistencia al aire de su fuselaje extendido. Convair hizo frente a estos problemas en el nuevo modelo B-36D con la adopción de cuatro motores a reacción auxiliares para cortos periodos de sobre potencia. Contenedores montados en el exterior de cada ala contenían pares de turborreactores General Electric J47-GE-19 modificados para consumir gasolina de motores de hélice. 22 B-36D fueron construidos nuevos y 64 B-36B fueron convertidos a la especificación B-36D. Las tripulaciones de los B-36 se referían a que tenían "seis motores girando y cuatro quemando".
Los B-36F (34 construidos) mejoraron con los nuevos motores de 2800 kW (3800 hp), desde los 2600 kW (3500 hp) originales, y un radar mejorado. Siguieron los B-36H (83 construidos, y 73 RB-36H), con un radar de seguimiento de la torreta de cola mejorado y un compartimento de la tripulación rediseñado. Los reactores habían cambiado alcance por prestaciones, debido al aumento en el consumo de combustible, y la versión final B-36J añadió 10 500 L de combustible en las secciones exteriores alares, para aumentar su alcance, logrando grandes mejoras en su capacidad de elevación y velocidad, a medida que la tecnología de los nuevos motores de turbina mejoraba con el paso de los años.

#### Pesos pluma
El armamento pesado defensivo estaba perdiendo adeptos en esta época, el aumento en el alcance de aviones escolta y el mayor alcance de los misiles aire-aire convirtió en obsoletos los cañones manuales; además, las torretas de control remoto traseras de los B-36 eran pesadas, complejas y poco fiables. 
Los 14 aviones finales fueron entregados como pesos pluma, todos los cañones excepto la torreta trasera fueron eliminados, como un adelanto de lo que serían los aviones bombarderos en el futuro, las burbujas y protuberancias de los puestos de observación, fueron reemplazados por ventanillas planas y la tripulación fue reducida a 13 hombres. 
Esto permitió al avión a subir hasta los 15 000 m o más y volar más lejos, al tener menos peso aumentaba su alcance. Algunos otros B-36 de producción anterior, fueron modificados a la configuración peso-pluma, incluyendo muchas versiones de reconocimiento, donde el alcance y la duración de vuelo eran especialmente valiosas, a medida que ingresaban al servicio otros aviones bombarderos con motores de turbina de menor tamaño, como el Boeing B-47 Stratojet, pero nunca más se volvieron a construir aviones bombarderos de hélice tan grandes, pesados y complejos.

#### Versiones de reconocimiento
El B-36 era especialmente adecuado para misiones de reconocimiento; su gran tamaño permitía llevar gran cantidad de equipamiento, incluyendo enormes cámaras de gran resolución, su gran altitud de crucero le hacía difícil de interceptar por otros aviones de combate de la época, su gran alcance y gran duración de vuelo posibilitaban misiones de muy larga distancia, desde Estados Unidos hasta China. 
La primera versión de reconocimiento fue la RB-36D, de la que se construyeron 17 aviones especialmente diseñados para esta misión y 7 aviones fueron convertidos a partir del lote de producción B-36B. Luego, todos los aviones bombarderos B-36A fueron convertidos al muy similar RB-36E al final de su vida operativa.
24 aviones nuevos fueron construidos en 1951, designados RB-36F y equivalentes al B-36F, mientras que 73 RB-36H fueron adquiridos al final de 1952 y 1953, antes de cerrar su producción en serie.
Más de un tercio de todos los B-36 fueron modelos de reconocimiento, y antes de la llegada del Lockheed U-2 a finales de la década de 1950, el avión de reconocimiento RB-36 fue el principal medio de reconocimiento sobre territorio hostil. Volaron sobre China, donde los MiG proporcionados por los rusos no podían alcanzarlos; se cree que hubo misiones aproximándose o incluso sobrevolando parte del territorio de la Unión Soviética] Se dice que el último modelo de reconocimiento más ligero RB-36, podía alcanzar casi los 18 000 m de altitud, y permanecer en vuelo durante 50 horas.

### Retirada del servicio

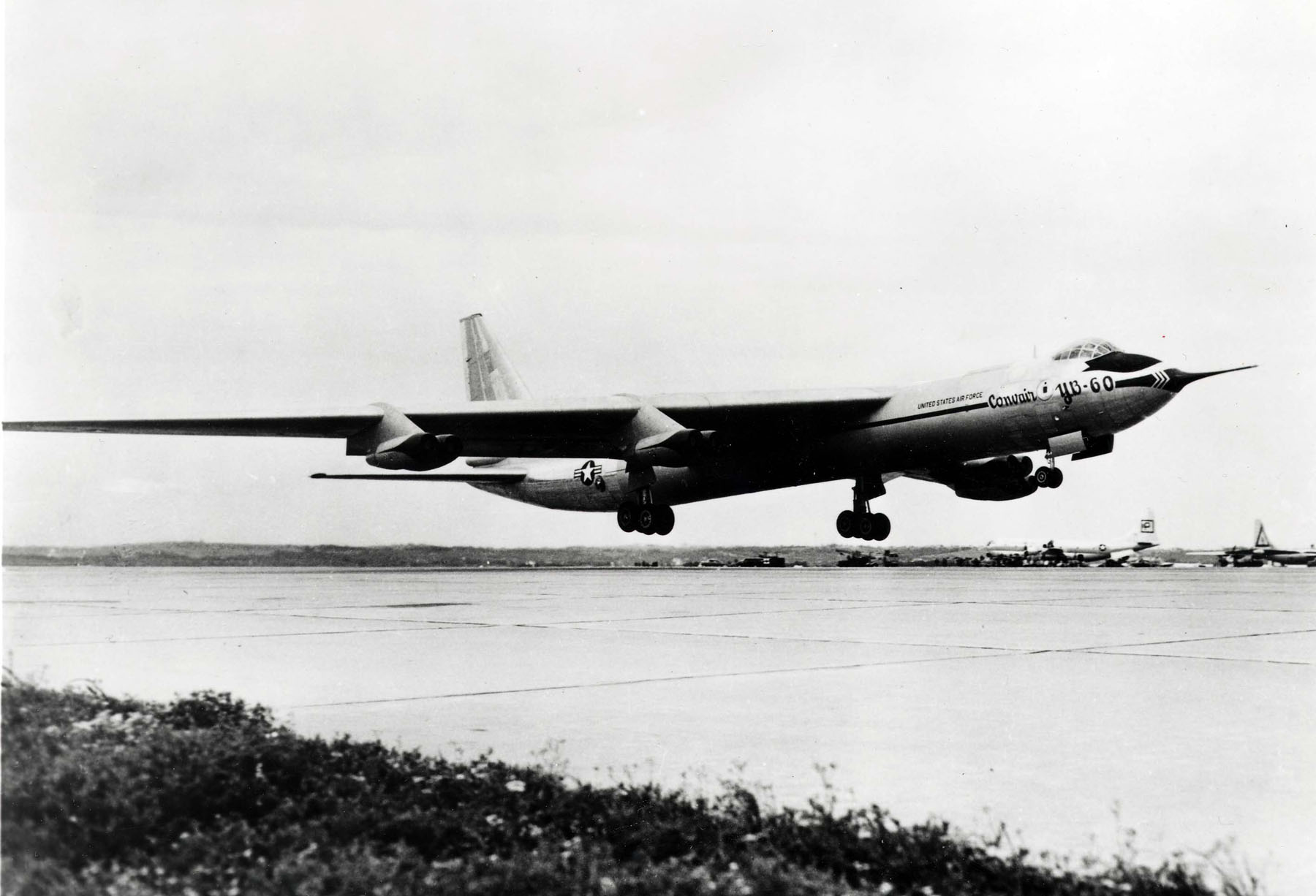
Despegue del primer prototipo YB-60.

Según el nuevo bombardero pesado de largo alcance con motores de turbina B-52 Stratofortress entraba en servicio en la década de 1950, la flota de bombarderos pesados B-36 fue reducida. Sin embargo, recortes en el presupuesto de defensa a finales de la misma década retrasaron la entrega de más bombarderos B-52, manteniendo algunos B-36 en servicio hasta 1958, de los últimos modelos del B-36J más moderno y ligero, con mayor alcance y velocidad, pero no lo suficiente para competir con los nuevos aviones de turbina, que ya estaban alcanzando la mayoría de edad en su desarrollo y estaban listos para su producción en serie.
El fin de la producción en serie del avión bombardero de hélice más grande y pesado jamás construido, que había llegado a su culminación final, siendo el heredero de los aviones bombarderos de hélice de largo alcance de la Segunda Guerra Mundial, como el Boeing B-17 Flying Fortress, Boeing B-29 Superfortress, el Avro 683 Lancaster y el Handley Page Halifax, era un logro de la tecnología en esa época, y nunca más se construyeron aviones bombarderos de hélice tan grandes y pesados, debido también a la reducción de tamaño y peso de las bombas atómicas, la aparición de los misiles y la necesidad de aviones con mayor velocidad equipados con motores de turbina. 
Se construyó una nueva versión con alas en flecha y motores de turbina, con mayor velocidad y alcance, para su reemplazo programado, el Convair YB-60, pero que nunca se construyó en serie; tenía el 70% de su construcción similar al B-36, incluso la cabina en forma de cúpula sobre el fuselaje de la aeronave, pero tenía mayor velocidad y alcance, gracias a sus alas en flecha y motores de turbina. Solamente se construyeron dos prototipos de vuelo. Finalmente, la USAF seleccionó el contrato de producción en serie de un nuevo bombardero, el más moderno y sofisticado Boeing B-52 Stratofortress, que podía lograr mayor velocidad y tenía mayor alcance, utilizaba los mismos motores de turbina Pratt & Whitney J57 del YB-60, pero su diseño era superior.
El último avión en servicio, que fue totalmente operativo como avión de reconocimiento, el último B-36J construido, fue retirado del servicio y donado a la ciudad de Fort Worth, Texas el 12 de febrero de 1959.

### Experimentos

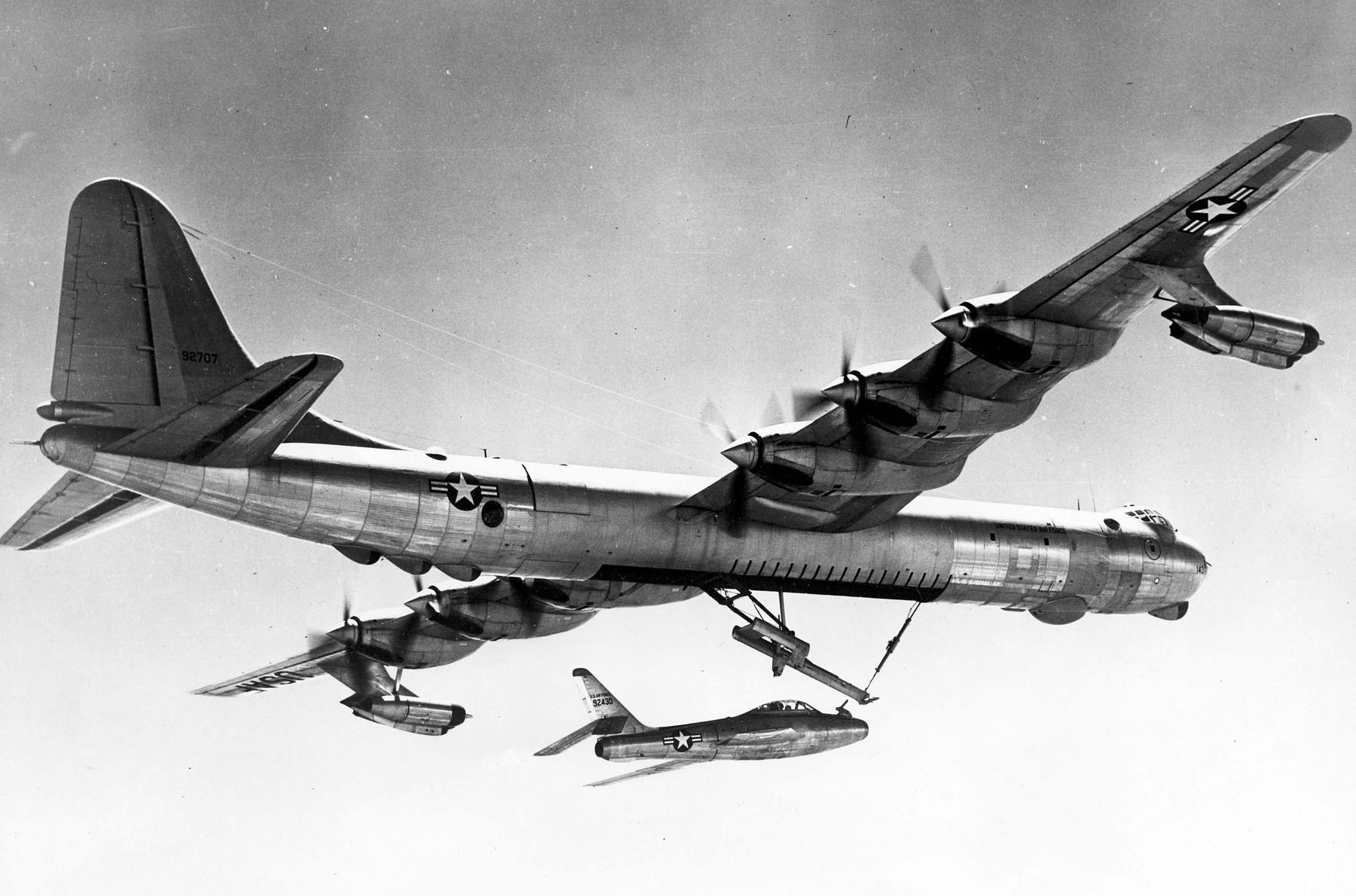
Proyecto FICON/B-36 y Republic YRF-84F.

Algunos B-36 fueron usados en una gran variedad de experimentos. El más extraño, sin duda, fue el NB-36H, reactor nuclear volante. Un reactor nuclear operacional fue colocado en la bodega de bombas delantera del avión; un escudo de plomo de 4 toneladas fue colocado en la parte frontal de la bodega de bombas, y la tripulación encerrada en una cápsula de plomo y cobre con un grueso parabrisas (300 mm).
El reactor nuclear, aunque operacional, no se utilizaba para propulsar el avión, sino para realizar estudios de métodos de protección contra las radiaciones y los efectos de éstas sobre la célula y los equipos del aparato, para una posible construcción de aviones con propulsión nuclear en el futuro, y equipar así otros aviones bombarderos.
El primer avión con esta configuración voló en 1955; siguiendo al abandono del programa de avión de propulsión nuclear, fue desmantelado en 1957, y las partes radiactivas enterradas.
Otros experimentos fueron los realizados para que el B-36 portase un caza de propósitos defensivos: fue el proyecto FICON (Fighter in Convair) de la USAF. Al principio se usó un pequeño caza "parásito", el McDonnell XF-85 Goblin, que podía ser transportado en la bodega de bombas de un GRB-36F, y que prosiguió con el Republic GRF-84F; después de la realización de una serie de pruebas con pleno éxito, entre ellas ensayos de lanzamiento desde un GRB-36F equipado con un soporte especial en forma de trapecio, en mayo de 1953, al menos 12 aviones se convirtieron a este estándar. 
Estuvieron en servicio activo hasta 1959, cuando el sistema de reabastecimiento en vuelo estuvo disponible, por lo que dicho sistema se abandonó; era muy complicado y de alto riesgo para los pilotos.

### Experiencias de la tripulación
El B-36 no fue un aparato especialmente ágil o de grandes prestaciones, pero era uno de los mayores aviones nunca construidos cuando se introdujo, y, de la misma manera que la mayoría de los grandes aviones con motores de pistón, más bien sufría de falta de potencia, velocidad y capacidad de elevación, necesitaba de grandes pistas para poder despegar: Como sentarse en tu porche delantero y volar con tu casa. (Teniente Gen. J. Edmunson). Su baja carga alar le hacía más maniobrable que los interceptores de la USAF por encima de los 12 000 m de altitud, donde operaba usualmente, pero se pensaba en esa época, que los interceptores soviéticos tenían menor carga alar que los de la USAF y podrían alcanzarlo.
A pesar de ser tan enorme por fuera, las zonas presurizadas para la tripulación eran relativamente pequeñas cuando las ocupaba una tripulación de 15, o incluso más cuando llevaban tripulaciones de refresco. Esas largas misiones, que duraban días por la gran capacidad de combustible que podía transportar, eran especialmente agotadoras.
Incluso un avión con el largo alcance del B-36 necesitaba estar en bases tan próximas al enemigo como fuese posible, y esto significaba el norte del país, las bases de B-36 fueron dispersadas a lo largo del norte de Estados Unidos, con despliegues regulares en Alaska y Canadá. El B-36 era demasiado grande para caber en cualquier hangar, así que el mantenimiento tenía que ser efectuado en el exterior, y los B-36 requerían mucho mantenimiento. Debido al frío extremo, los motores tenían que mantenerse encendidos continuamente para que no se congelasen.
Los aviones con motores de pistones eran notoriamente propensos al fuego, pero el B-36 era peor que la mayoría, especialmente con frío extremo. En la mayoría de los aviones, los carburadores estaban detrás del motor y se mantenían calientes con flujo de aire extraído del mismo. Con la configuración impulsora del B-36, los carburadores se congelaban cuando el aire entrante estaba frío y húmedo, haciendo que la mezcla aire/combustible fuese más y más rica, hasta que el combustible no quemado era expedido por los escapes, causando fuego en la parte trasera de la aeronave.
Los fuegos en los motores tendían a hacer que se apagase ese motor durante el resto del vuelo. Los fuegos más serios podían ser desastrosos; la estructura del B-36 tenía un alto contenido en magnesio y ardía fácilmente.
Los motores tenían también un prodigioso apetito de aceite lubricante. Había un tanque de 380 l de aceite por motor, pero si se acababa, el motor tenía que pararse, por las pérdidas de combustible y aceite, con los cambios de temperatura y por el diseño de los motores. Un B-36 podía continuar volando con uno, dos o incluso tres motores parados, gracias a sus grandes alas, pero a veces el esfuerzo extra en los otros motores causaba fallos adicionales.

### Resumen
El B-36, aunque gigante, pesado y de alguna manera pasado de moda, fue el eje de la disuasión nuclear de los Estados Unidos y Europa contra la Unión Soviética, hasta que bombarderos con reactores con el suficiente alcance pudieron ser introducidos. El B-36 nunca fue probado en combate y es imposible decir lo bien o lo mal que se hubiese comportado en una situación de combate. El argumento del SAC era que pocos cazas podían alcanzar al B-36 a su máxima altitud, y que aquellos que pudiesen estarían tan limitados en maniobrabilidad que el B-36 podría evadirse fácilmente. Hay quien critica esta hipótesis.
Mientras que su papel en la disuasión estratégica ganó toda la publicidad, es posible que su poco comentado papel de avión de reconocimiento fuese al menos tan valioso como el avión bombardero. Se cree que los RB-36 estuvieron implicados en numerosas penetraciones del espacio aéreo soviético y en China durante la Guerra Fría, y que las gigantescas cámaras que llevaba, podían tomar fotografías de increíble claridad (fotografías de un campo de golf tomadas en pruebas a 12 000 m mostraban bolas de golf reconocibles).

## Variantes
| Variante | Construidos |
| -------- | ----------- |
| XB-36    | 1           |
| YB-36    | 1           |
| B-36A    | 22          |
| XC-99    | 1           |
| B-36B    | 62          |
| B-36D    | 26          |
| RB-36D   | 24          |
| B-36F    | 34          |
| RB-36F   | 24          |
| B-36H    | 83          |
| RB-36H   | 73          |
| B-36J    | 33          |
| YB-60    | 2           |
| Total    | 385         |

XB-36
Prototipo propulsado por seis motores R-4360-25 de 2200 kW (3000 hp) y desarmado, uno construido.
YB-36
Prototipo, s/n 42-13571, con morro modificado y techo de la cabina elevado, uno construido, más tarde convertido en YB-36A.
YB-36A
Anterior YB-36 con tren de aterrizaje modificado de cuatro ruedas, más tarde modificado como RB-36E.
B-36A
Variante de producción, desarmada, usada para entrenamiento, 22 construidos, todos excepto uno convertidos a RB-36E.
XC-99
Versión de carga/transporte del B-36, uno construido.
B-36B
Variante de producción armada con seis motores R-4360-41 de 2600 kW (3500 hp), 73 construidos, más tarde conversiones a RB-36D y B-36D.
RB-36B
Designación de 39 B-36B equipados temporalmente con una instalación de cámaras.
YB-36C
Variante proyectada del B-36B con seis motores R-4360-51 de 3200 kW (4300 hp) propulsando hélices tractoras, no construida.
B-36C
Versión de producción del YB-36, completados como B-36B.
B-36D
Igual que el B-36B, pero equipado además con cuatro motores J47-GE-19, emparejados en dos soportes subalares, 22 construidos y 64 conversiones desde B-36B.
RB-36D
Variante de reconocimiento estratégico con dos bodegas de bombas equipadas con instalaciones de cámaras, 17 construidos y siete conversiones desde B-36B.
GRB-36D
Igual que el RB-36D, pero modificado para llevar un GRF-84F Thunderstreak en un trapecio ventral como parte del programa FICON, 10 modificados.
RB-36E
El YB-36A y 21 B-36A convertidos al estándar RB-36D.
B-36F
Igual que el B-36D, pero equipado con seis motores R-4360-53 de 2800 kW (3800 hp) y cuatro reactores J47-GE-19, 34 construidos.
RB-36F
Variante de reconocimiento estratégico del B-36F con capacidad adicional de combustible, 24 construidos.
YB-36G
Ver el YB-60.
B-36H
Igual que el B-36F con cabina mejorada y cambios de equipo, 83 construidos.
NB-36H
Un B-36H equipado con una instalación de reactor nuclear para realizar pruebas, tenía una cabina revisada y morro elevado. Estaba destinado a evolucionar en el Convair X-6.
RB-36H
Variante de reconocimiento estratégico del B-36H, 73 construidos.
B-36J
Variante de alta cota con tren de aterrizaje reforzado, capacidad de combustible aumentada, armamento reducido sólo a las armas de cola y tripulación reducida, 33 construidos.
YB-60
Designado originalmente YB-36G, s/n 49-2676 y 49-2684. Proyecto de variante de ala en flecha a reacción. Debido a las diferencias respecto al estándar B-36, su designación fue cambiada a YB-60.

### Modelos relacionados

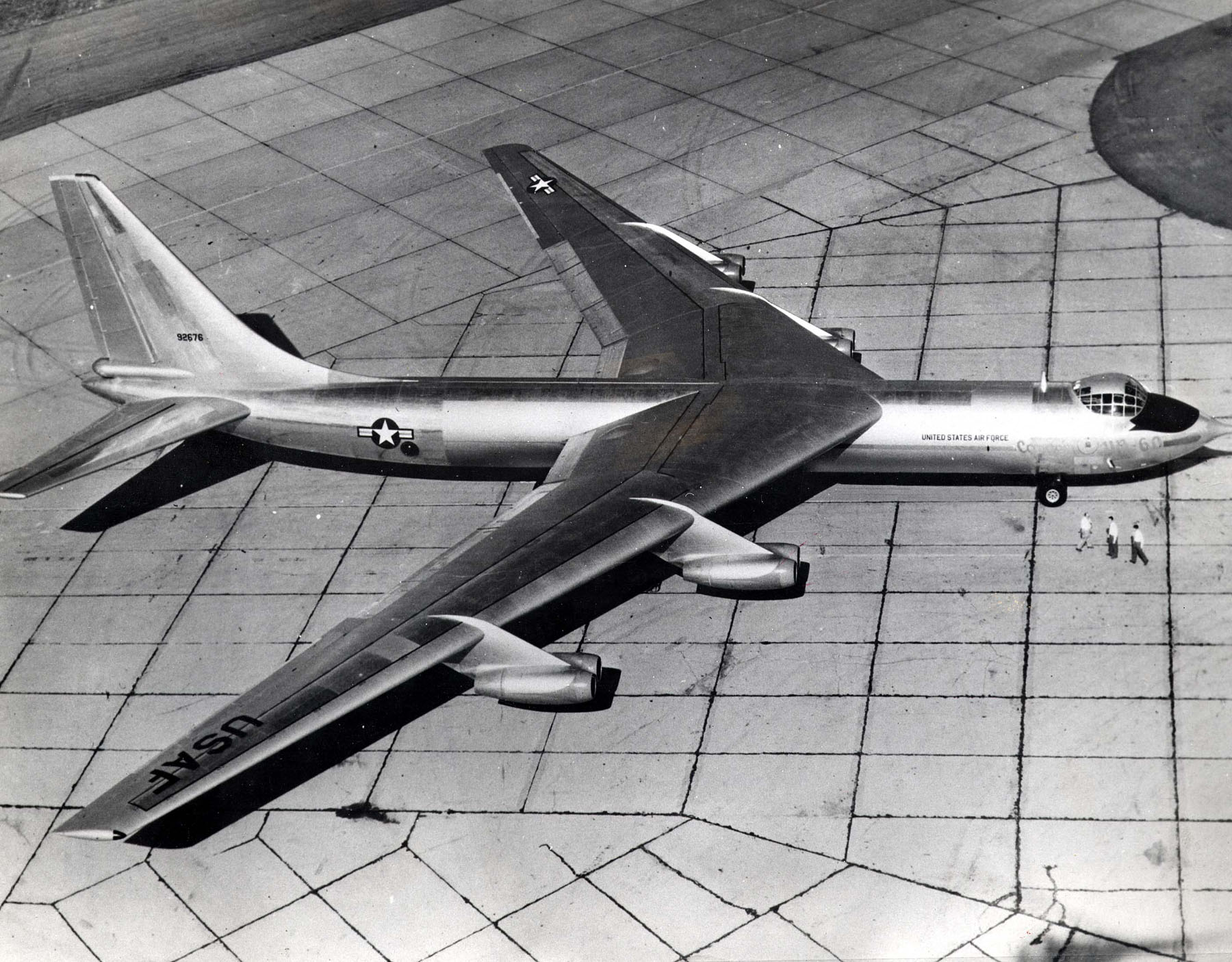
Convair YB-60, con alas en flecha y motores de turbina, competidor no oficial del B-52.

El B-36 fue reemplazado en servicio por el Boeing B-52 Stratofortress; el rival de Convair, propulsado por reactores, con ala en flecha desarrollada a partir del B-36, logró un contrato por dos prototipos Convair YB-60, de los cuales uno voló. Era un avión inferior al B-52 y el segundo prototipo no fue completado.
Una versión de transporte del B-36, el Convair XC-99, fue desarrollado y estaba originalmente previsto como transporte civil de pasaje; sus dimensiones hubiesen sido superiores a las del Boeing 747. American Airlines se mostró interesada. Pero en la práctica sólo se construyó un único ejemplar, que fue utilizado por la USAF, desde la base de Kelly, en Texas, durante varios años. Este aparato era esencialmente un B-36 sin los reactores y con el fuselaje agrandado; más tarde se le añadió un radomo de proa, alterando su estética original. El XC-99, de dos cubiertas, podía transportar 49 440 kg de carga, o 410 soldados totalmente equipados, o 300 heridos.
Fue utilizado como transporte de carga y como atracción en festivales aéreos hasta que fue dado de baja en 1957. Este avión esta en exhibición permanente en la entrada de la base aérea de Kelly.

## Operadores
Estados Unidos
- Fuerza Aérea de los Estados Unidos (Mando Aéreo Estratégico)[15]
  - 2d Air Force
  - 8th Air Force
  - 15th Air Force

## Supervivientes
Cuatro B-36 sobreviven, uno es un B-36H y los otros tres, B-36J. El B-36H con el número de serie 51-13730 está en exposición en el museo Castle AFB. De los tres B-36J, el número de serie 52-2217 está en exhibición en el Museo del SAC entre Omaha y Lincoln, Nebraska (anteriormente en Offutt AFB), el 52-2220 está en exposición en el Museo WPAFB Museum, y el número de serie 52-2827, el último B-36 construido, está en exposición en su ciudad nativa de Fort Worth, Texas. Es muy improbable que cualquiera vuele otra vez; era un reto de mantener en vuelo un B-36 incluso cuando era nuevo.

## Especificaciones

### Características generales
- Tripulación: Quince (piloto y copiloto, radar/bombardero, navegador, ingeniero de vuelo, dos operadores de radio, y ocho artilleros)
- Carga: 39 000 kg
- Longitud: 49,4 m (162,1 ft)
- Envergadura: 70,1 m (230 ft)
- Altura: 14,2 m (46,7 ft)
- Superficie alar: 443 m²[16]
- Peso vacío: 77 580 kg (170 986,3 lb)
- Peso cargado: 120 701 kg (266 025 lb)
- Peso máximo al despegue: 185 973 kg (409 884,5 lb)
- Planta motriz:
  - 4× turborreactor GE J47-GE-19.
    - Empuje normal: 23 kN (2345 kgf; 5171 lbf) de empuje cada uno.

  - 6× motor radial de 28 cilindros en cuatro filas refrigerado por aire Pratt & Whitney R-4360-53 Wasp Major.
    - Potencia: 2800 kW (3860 HP; 3808 CV) cada uno.

### Rendimiento
- Velocidad máxima operativa (Vno): 707 km/h (439 MPH; 382 kt)
- Alcance: km
- Radio de acción: km
- Alcance en combate: 5500 km (2970 nmi; 3418 mi) (aprox.)[16]
- Alcance en ferry: 16 093 m (52 800 ft) (aprox.)
- Techo de vuelo: 14 600 m (47 900 ft)
- Régimen de ascenso: 9,8 m/s (1919 ft/min)

### Armamento
- Cañones: 

  - 16x M24A1 de 20 mm en 6 torretas retráctiles más las de morro y cola
- Bombas: Distintos tipos de bombas de caída libre, incluido armamento nuclear. 72 000 libras (32 700 kg) de bombas, en misiones de largo alcance. En misiones de menor alcance, podía llevar mayor carga de bombas.

## Aeronaves relacionadas

### Desarrollos relacionados
- McDonnell XF-85 Goblin
- Convair YB-60
- Convair XC-99
- Convair Model 37

### Aeronaves similares
- Boeing XB-55
- Nakajima G10N
- Tupolev Tu-95

### Secuencias de designación
- Secuencia Numérica (interna de Consolidated): ← 32 - 33 - 34 - 36 - 37 - 39 - 40
- Secuencia B-_ (Bombarderos del USAAC/USAAF/USAF, 1926-1962): ← XB-33 - B-34 - YB-35 - B-36 - B-37 - XB-38 - XB-39 →